# Theo Thijssen (beeld)

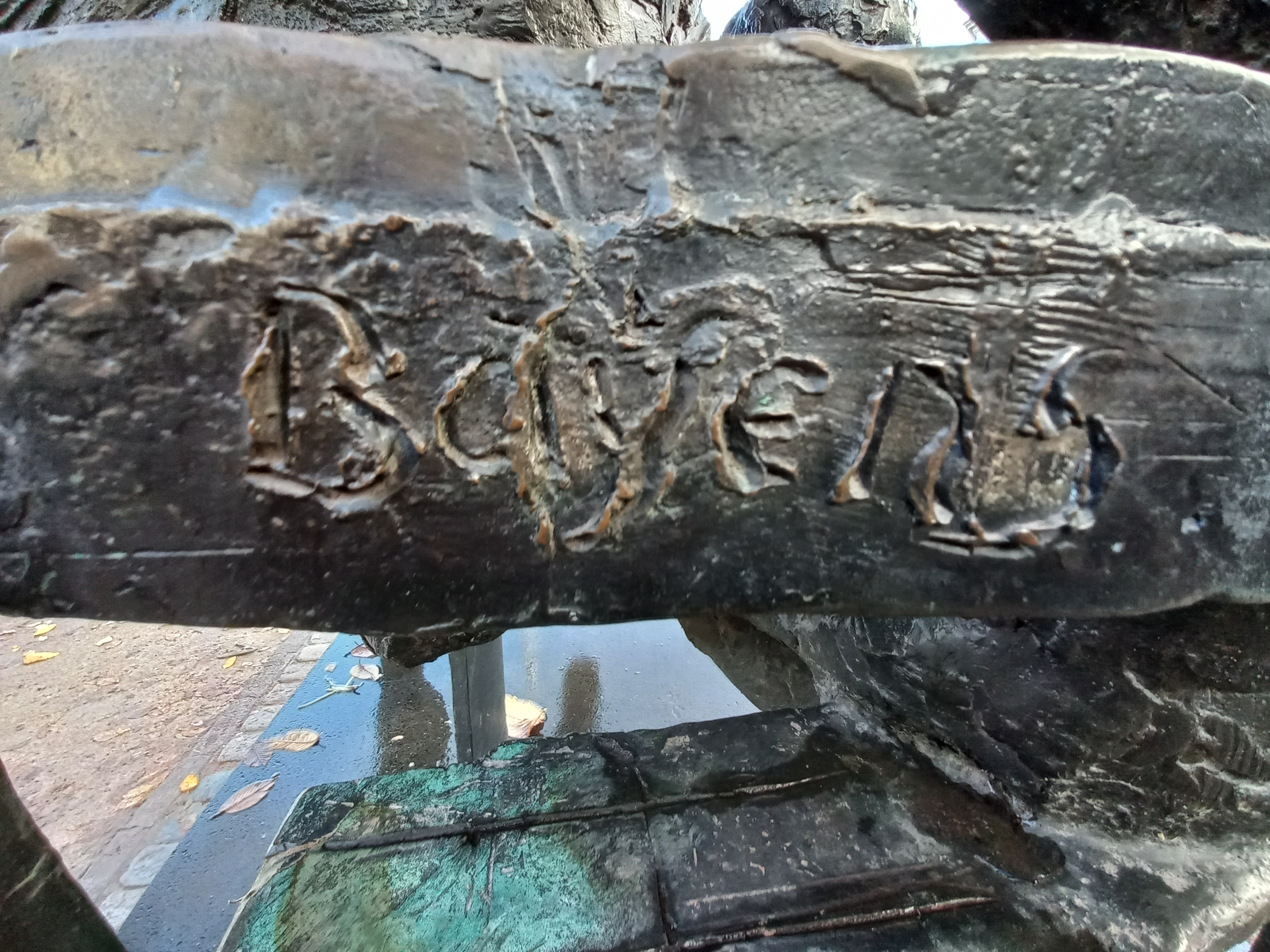
Ondertekening (november 2023)

Theo Thijssen is een artistiek kunstwerk in Amsterdam-Centrum.

Beeldhouwer Hans Bayens portretteerde de schoolmeester Theo Thijssen en zijn eeuwige leerling Kees de jongen. Theo zit daarbij nonchalant zittend op de lessenaar, de Kees ploeterend zittend achter de lessenaar. Het tafereel is uit brons gegoten en geplaatst op een granieten sokkel. In het graniet is de tekst uitgespaard:
Theo Thijssen 1879-1943, schrijver en schoolmeester
.
Het beeld zou 70.000 gulden hebben gekost, opgebracht door particulieren, vakbondsleden (onder andere onderwijspersoneel) en politieke partijen. Er was een comité bestaande uit onder meer Geert van Oorschot (de uitgever), Remco Campert, Simon Carmiggelt, Rob Grootendorst en Gerben Hellinga. Ook was er een bijdrage van periodiek De Engelbewaarder.
Bayens heeft het werk gesigneerd. Het beeld werd neergezet op een open ruimte van de Lindengracht (dan allang geen gracht meer) en de Brouwersgracht (nog altijd een gracht). Het beeld werd er op 16 juni 1979 onthuld door burgemeester Wim Polak ter gelegenheid van de 100ste geboortedag van de meester en schrijver. De onthulling werd aangegrepen om te protesteren tegen gemeentelijk dat wel landelijk onderwijsbeleid ("geen onderwijs de Pijp uit"). Tegelijkertijd werd De liefde van Kees de jongen uitgebracht met litho’s van Bayens. Een replica van het beeld kwam later terug als “bijlage” van de Theo Thijssen-prijs.
Of Bayens bij de onthulling aanwezig was is niet bekend, op de morgen van dezelfde dag werd zijn De man met de schuiftrompet naar C.C.S. Crone in Utrecht onthuld door Simon Carmiggelt.
Het beeld op zich werd naamgever van Café Thijssen, dat in 1994 haar naam kreeg.